# El búho (película)
 El búho es una película de Argentina filmada en Eastmancolor dirigida por Bebe Kamin sobre su propio guion que fue producida en 1974 y se estrenó el 30 de mayo de 1983 en una única función que se llevó a cabo en la Sala Leopoldo Lugones del Teatro General San Martín de la ciudad de Buenos Aires. Tuvo como actores principales a Virginia Lago, Walter Soubrié, Alfonso Senatore y María Cignacco.

## Producción
La película fue realizada en cooperativa en cinco psemanas pero el montaje se demoró por razones económicas y fue exhibida recién en 1983.

## Sinopsis
Una obrera que vive con la única compañía de un búho se va encerrando paulatinamente en su esquizofrenia.

## Reparto
Intervinieron en el filme los siguientes intérpretes:
- Virginia Lago
- Hugo Álvarez
- Alfonso Senatore
- María Cignacco
- Néstor Francisco
- Eduardo Fasulo
- Licia Solari
- Sara Bonet
- Walter Soubrié

## Comentarios
Hugo Paredero en Humor escribió:

«Evidente documentación, buenas ideas, noble temática y una estética muy severa…queda colgando ese cablecito pelado que puesto en la trama tendría que haberle sacado chispas.»

Manrupe y Portela escriben:

«Ejemplo austero de film marginal, paralelo al circuito comercial. Opresivo en lo temático, digno en lo formal y consciente de sus límites.»